# Municipio de Tinicum (condado de Delaware)
El municipio de Tinicum (en inglés, Tinicum Township) es un municipio situado en el condado de Delaware, Pensilvania, Estados Unidos. Tiene una población estimada, a mediados de 2023, de 3958 habitantes.

## Geografía
Está ubicado en las coordenadas 39°51′53″N 75°15′10″O / 39.86472, -75.25278 (39.864628, -75.25278).

## Demografía
Según la estimación 2019-2023 de la Oficina del Censo, los ingresos medios de los hogares son de $49,966 y los ingresos medios de las familias son de $65,129. Alrededor del 19.0% de la población está por debajo de la línea de pobreza.

## Localidades
- Essington
- Lester